# Баграмян Іван Христофорович
Іва́н Христофо́рович (Оване́с Хачату́рович) Баграмя́н (вірм. Հովհաննես Խաչատուրի Բաղրամյան) (20 листопада (2 грудня) 1897, с. Чардахли, Єлизаветпольська губернія — 21 вересня 1982 Москва)  — радянський воєначальник, Маршал Радянського Союзу (1955), двічі Герой Радянського Союзу (1944, 1977), депутат Верховної Ради СРСР 2—10-го скликань, член КПРС з 1941. Кандидат у члени ЦК КПРС у 1952—1961 роках. Член ЦК КПРС у 1961—1982 роках.

## Біографія

### Ранні роки і початок військової кар'єри

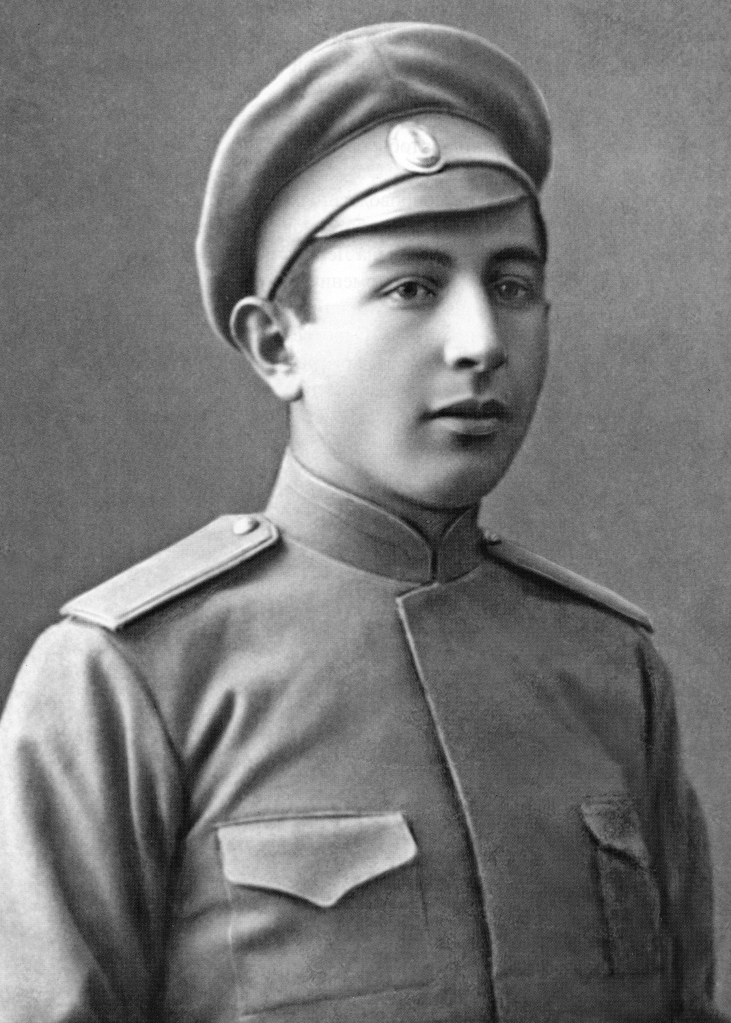
Баграмян у 1916 році на службі в Російській Імператорській армії.

Народився 20 листопада (2 грудня) 1897 року в селищі Чардахли, Єлізаветпольскої губернії, в небагатій вірменській сім'ї. При народженні — Ованес Хачатурович.
Початкову освіту отримав у вірменській Церковнопарафіяльній школі в Єлизаветполі. Потім у 1907–1912 роках навчався в залізничному училищі в Тбілісі, а в 1912–1915 роках — в технічному училищі.
В 1915 році вступив добровольцем до армії. Службу розпочав у запасному піхотному батальйоні, потім продовжив її у 2-му прикордонному піхотному полку і до січня 1917 служив в Кавказькому запасному кавалерійському полку. Потім був направлений в школу прапорщиків, яку закінчив у 1917 році.
Після Лютневої революції підтримав вірменську партію «Дашнакцутюн» і після здобуття Вірменією незалежності брав участь у бойових діях проти турецьких військ у складі 3-го стрілецького і 1-го кавалерійського полків вірменської дивізії Першої Вірменської Республіки під командуванням генерала М. Сілікова. Командував ротою, шабельним ескадроном.
У грудні 1920 року приєднався до повсталих проти дашнакського уряду, добровільно вступив у Вірменську Червону армію командиром ескадрону 1-го Вірменського полку. На командних посадах у складі 11-ї армії, брав участь у ліквідації збройних загонів дашнаков і встановленні Радянської влади на півночі Вірменії, а потім у Грузії.
До лютого 1921 залишався командиром ескадрону, помічником командира з господарської частини. У березні — вересні 1921 року обіймав посаду секретаря Військового представництва Вірменської РСР у Грузії, після чого повернувся на колишню посаду.
До грудня 1923 був завідувачем розвідкою полку.
По завершенні Громадянської війни закінчив курси удосконалення комскладу і в 1923 році був призначений командиром Ленінаканське кавалерійського полку в вірменську стрілецьку дивізію.

### Міжвоєнний період
Восени 1924 був направлений до Ленінграда на навчання у Вищу кавалерійську школу. Після закінчення курсів в 1925 році Баграмян повернувся в свою дивізію на колишню посаду, де служив до 1931 року. В 1931 році вступив до Військової академії ім. М. В. Фрунзе.
В академічній атестації на І. Х. Баграмяна вказувалося:
«Широкий общий и политический кругозор. Исключительная культурность в работе. Большая военная эрудиция. Волевой характер. Дисциплинированность безупречная. На всех трёх курсах программу освоил хорошо и отлично. Вопросами управления в масштабе стрелковой и кавалерийской дивизий овладел вполне. Курс академии окончил по 1-му разряду. Может быть начальником оперативного отдела штаба кавалерийского корпуса, в дальнейшем — адъюнктом академии».
Після випуску з академії в червні 1934 року призначений начальником штабу 5-ї кавалерійської дивізії (Київський військовий округ). 29 листопада 1935 йому було присвоєно звання полковника.
Під час масових чисток РСЧА на нього був зібраний компрометуючий матеріал, але майбутній полководець був врятований завдяки заступництву А. І. Мікояна.
У жовтні 1938 р. І. Х. Баграмян з відзнакою закінчив Військову академію Генерального штабу, і був залишений в академії старшим викладачем кафедри тактики.
У вересні 1940 — на посаді начальник оперативного відділу штабу 12-ї армії Київського особливого військового округу. Вже в листопаді 1940 він був переведений на посаду начальника оперативного відділу — заступника начальника штабу Київського Особливого Військового Округу. У 1941 році І. Х. Баграмян став членом ВКП (б).

### Друга світова війна
Під час Великої Вітчизняної війни відзначився в битві на Курській дузі, в Білоруській, Прибалтійській і Східно-Прусській операціях.

#### Початковий період
13 червня 1941 року, ще до початку війни з Німеччиною,  Київський військовий округ таємно був перетворений в Південно-Західний фронт (Друга світова війна). Баграмян, таким чином, автоматично став начальником Оперативного відділу Південно-Західного фронту. Як начальник Оперативного відділу фронту, Баграмян брав участь в організації перших великих контрударів в районі Дубно, Рівного та Луцька. Але відбити удар противника в прикордонних боях 1941 року радянським військам не вдалося. Оборонна операція в Західній Україні завершилася поразкою радянських військ. Були залишені Північна Буковина і Західна Україна, противник вийшов до Києва.
У липні — вересні 1941 року бере участь у Битві за Київ, яка закінчилася поразкою. Йому вдалося вивести з оточення двадцятитисячну групу військ. Навесні 1942 брав участь у проведенні Харківської операції, але знову зазнав важкої поразки, понад 200 тисяч радянських солдатів потрапило в полон. В результаті цієї катастрофи противник отримав можливість прорватися на Кавказ і до Сталінграда. Незважаючи на те, що всі рішення в ході бойових дій приймали С. К. Тимошенко і М. С. Хрущов, Сталін назвав Баграмяна головним винуватцем поразки. Від суду військового трибуналу Баграмяна врятував Г. К. Жуков. Він заявив Сталіну, що провина за провал Харківської операції лежить частково на Ставці Верховного Головнокомандування. Жуков також зазначив, що в армії не вистачає досвідчених воєначальників.

#### Корінний перелом
13 липня 1942 року Баграмян був призначений командувачем 16-ї армії, яка завдала чутливих втрат противнику, брала участь у Жиздринській наступальній операції (лютий — березень 1943), і також понесла втрати.
Думка І. Х. Баграмяна про невдачі в операціях 1943 року:
|  | Маю визнати, що вже тоді я бачив, що причина невиконання армією поставленого завдання зводилася не лише до наших упущень. Майже всі наступальні дії на західному напрямку навесні 1943 року мали відбиток квапливості, поспіху. Тоді у всіх нас були ще в пам'яті досягнуті під Сталінградом блискучі перемоги Червоної Армії, які стали початком масового вигнання фашистських окупантів з радянської землі. У тій обстановці багатьом здавалося, що моральний дух ворога надламаний і якщо не дати йому отямитися, безперервно наносити удари на все нових і нових напрямках, то він незабаром буде остаточно розтрощений. На жаль, навіть у деяких командувачів військами фронтів з'явилося таке помилкове переконання й наполегливе бажання якнайшвидше домогтися успіхів, подібних до сталінградського тріумфу. Оригінальний текст (рос.) Должен признаться, что уже в то время я видел, что причина невыполнения армией поставленной задачи сводилась не только к нашим упущениям. Почти все наступательные действия на западном направлении весной 1943 года носили отпечаток торопливости, спешки. Тогда у всех нас были еще свежи достигнутые под Сталинградом блестящие победы Красной Армии, положившие начало массовому изгнанию фашистских оккупантов с советской земли. В той обстановке многим казалось, что моральный дух врага надломлен и если не дать ему опомниться, непрерывно наносить удары на все новых и новых направлениях, то он вскоре будет окончательно сокрушен. К сожалению, даже у некоторых командующих войсками фронтов появилось такое ошибочное убеждение и настойчивое желание поскорее добиться успехов, подобных сталинградскому триумфу. |

Відзначився під час битви на Курській дузі. Влітку 1943 року Баграмян здобув важливу перемогу в Орловській операції (12 липня — 18 серпня 1943). 17 листопада 1943 року отримав звання генерал армії. 19 листопада 1943 року Іван Баграмян був призначений командувачем військами 1-го Прибалтійського фронту. Він успішно провів Городоцьку операцію, в результаті якої були оточені і знищені чотири дивізії вермахту, був ліквідований Городоцький виступ противника і створені сприятливі умов для наступу на Вітебськ.

#### 1944—1945
Полководницький талант Івана Баграмяна розкрився під час Білоруської операції: його війська визволяли Вітебськ, Мінськ і Полоцьк (червень — липень 1944). Під час Шяуляйської операції війська 1-го Прибалтійського фронту визволили значну частину території Латвії та Литви, вийшли до Ризької затоки, ізолювавши німецьку групу армій «Північ» у Прибалтиці. Спільно з військами 1-го Білоруського (К. К. Рокоссовський), 2-го Білоруського (Г. Ф. Захаров) і 3-го Білоруського (І. Д. Черняховський) фронтів війська 1-го Прибалтійського фронту розгромили німецьку групу армій «Центр» в Білорусі. 29 липня 1944, за успішну організацію дій військ фронту під час Білоруської операції І. Х. Баграмяну було присвоєне звання Герой Радянського Союзу.
Далі війська 1-го Прибалтійського фронту вдало діяли в Прибалтійській операції, а в квітні 1945 року брали участь у Кенігсберзькій операції, в результаті якої було ліквідоване велике угрупування противника і захоплено місто-фортеця Кенігсберг.
24 червня 1945 очолив зведений полк 1-го Прибалтійського фронту на Параді Перемоги в Москві.
Фактично, Баграмян зробив найбільш швидку кар'єру серед усіх офіцерів Радянського Союзу за всю Німецько-радянську війну. Він почав війну полковником і за 2 роки дослужився до генерала армії. Ні до нього, ні після ніхто не робив таку блискучу кар'єру у радянській армії.

### Післявоєнний період
У повоєнний час І. Х. Баграмян займав різні посади. У зв'язку з розформуванням 3-го Білоруського фронту, 9 липня 1945 І. Х. Баграмян був призначений командувачем військами новоствореного Прибалтійського військового округу. З 28 травня 1954 року — Головний інспектор Міністерства оборони СРСР. На цій посаді пропрацював в 1954–1955 роках.
11 березня 1955 І. Х. Баграмян отримав військове звання Маршал Радянського Союзу і в тому ж році призначєний на посаду заступника Міністра оборони СРСР. 8 червня 1956 року І. Х. Баграмян стає начальником Вищої військової академії імені К. Є. Ворошилова.
2 червня 1958 він знову призначається заступником Міністра оборони СРСР — начальником Тилу Міністерства оборони СРСР (пізніше заступник Міністра оборони СРСР — начальник Тилу Збройних Сил СРСР). З 1961 року — член ЦК КПРС. Депутат Верховної Ради СРСР 2-10-го скликань (1946–1982).
1 грудня 1977 «за заслуги перед Збройними Силами СРСР і в зв'язку з 80-річчям з дня народження» Маршал Радянського Союзу Баграмян Іван Христофорович нагороджений другою медаллю «Золота Зірка».
Помер 21 вересня 1982. Урна з його прахом похована в Кремлівській стіні на Червоній площі в Москві.

## Військові звання
- Полковник (29.11.1935)

- генерал-майор (12.08.1941,

- генерал-лейтенант (27.12.1941),

- генерал-полковник (27.08.1943)

- генерал армії (17.11.1943)

- Маршал Радянського Союзу (11.03.1955)

## Нагороди

### СРСР
- Двічі Герой Радянського Союзу (29 липня 1944, 1 грудня 1977)
- 7 орденів Леніна (29.07.44, 06.11.45, 01.12.47, 02.12.57, 02.12.67, 01.12.72, 01.12.77)
- Орден Жовтневої Революції (22.02.68)
- 3 ордена Червоного Прапора (06.11.41, 30.11.44, 17.05.51),
- 2 ордена Суворова 1-го ступеня (27.08.43, 19.04.45),
- Орден Кутузова 1-го ступеня (09.04.43),
- Орден «За службу Батьківщині у Збройних Силах СРСР» 3-го ступеня (30.04.75),

- Почесна зброя із золотим зображенням Державного герба СРСР (22.02.1968)
- Дамаська шабля — подарунок вірменського народу

- Медаль «За оборону Києва»
- Медаль «За перемогу над Німеччиною у Великій Вітчизняній війні 1941—1945 рр.»
- Медаль «За взяття Кенігсберга»
- Медаль «За зміцнення бойової співдружності»
- Медаль «За освоєння цілинних земель»
- Медаль «Ветеран Збройних сил СРСР»
- Медаль «XX років Робітничо-Селянській Червоній Армії»
- Медаль «30 років Радянській Армії та Флоту»
- Медаль «40 років Збройних Сил СРСР»
- Медаль «50 років Збройних Сил СРСР»
- Медаль «60 років Збройних Сил СРСР»
- Медаль «В пам'ять 1500-річчя Києва»
- Медаль «В пам'ять 800-річчя Москви»
- Медаль «В ознаменування 100-річчя з дня народження Володимира Ілліча Леніна»